# Acanthogobius
Acanthogobius − rodzaj ryb z rodziny babkowatych.

## Klasyfikacja
Gatunki zaliczane do tego rodzaju:
- Acanthogobius flavimanus
- Acanthogobius hasta
- Acanthogobius insularis
- Acanthogobius lactipes
- Acanthogobius luridus
- Acanthogobius pflaumii